# Pumares (Carballeda de Valdeorras)
Pumares (llamada oficialmente San Martiño de Pumares) es una parroquia y un lugar español del municipio de Carballeda de Valdeorras, en la provincia de Orense, Galicia.

## Toponimia
La parroquia también es conocida por el nombre de San Martín de Pumares.

## Organización territorial
La parroquia está formada por dos entidades de población, constando una de ellas en el nomenclátor del Instituto Nacional de Estadística español:
- As Nogueiras
- Pumares

## Demografía
Gráfica demográfica del lugar y parroquia de Pumares según el INE español:
| Gráfica de evolución demográfica de Pumares entre 2000 y 2022 |
|                                                               |
| Datos según el nomenclátor publicado por el INE.              |